# 华世奎

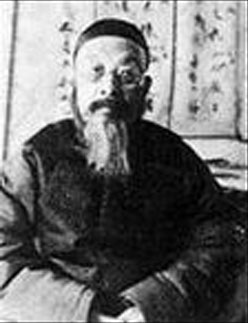
华世奎

华世奎（1863年—1942年），字启臣，号璧臣，祖籍江苏无锡，世居于天津，中国书法家，天津“八大家”之一。

## 生平
1864年，华世奎生于天津老城厢东门里。16岁时，中秀才。光緒十九年（1893年）中举人，自内阁中书考入军机处，荐升三品衔领班军机章京。1911年，庆亲王奕劻组成内阁，华世奎升任内阁阁丞。袁世凯出任内阁总理大臣时，华世奎升为正二品。
辛亥革命后，华世奎以省亲为名弃官，寓居天津，在天津意租界购买了房产，自居清朝遗老，号“北海逸民”，终生未剪去辫子，且不使用民国年号，不做官从政，醉心诗文及书法。 
华世奎作为知名书法家订有“笔单”。他和孟广慧、严修、赵元礼并称为津门书法四大家。其代表作为手书的“天津劝业场”五字巨匾，字大1米。他还题写过东北角的“正兴德”茶庄、估衣街的“德昌公”等商号的牌匾。

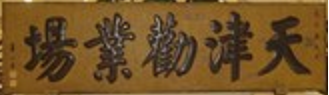
华世奎题写的“天津劝业场”五字巨匾

华世奎热心天津文化事业，曾主持崇化学会、国文观摩社、城南诗社等文化团体，并长期担任天津文庙主持。程克担任天津市市长时，受商震嘱托，每月从天津市财政局为华世奎拨千元以供其生活，被华世奎拒绝。程克乃每月拨600元为崇化学会的经费，余款400元作为天津文庙的修缮费用，直到1937年日本占领天津为止。
1941年起，华世奎开始戒除鸦片烟。1942年春夏之间，华世奎因戒毒后遗症而在北京病逝，享年79岁。华世奎的家属和在天津的清朝遗老们联名向满洲国皇帝溥仪请谥，获赐谥号“贞节”。

## 著作
- 思闇诗集[1]